# Jonas Norrby
Jonas Verner Norrby, född 22 augusti 1920 i Ytterhogdals församling i Jämtlands län, död 31 december 2006 i Uppsala domkyrkoförsamling i Uppsala län, var en svensk ingenjör och ämbetsman.

## Biografi
Norrby avlade studentexamen i Östersund 1939 och civilingenjörsexamen vid Sektionen för väg- och vattenbyggnad på Kungliga Tekniska Högskolan 1944. Han tjänstgjorde vid Statens vattenfallsverk 1944–1985, varav 1962–1970 som planeringsdirektör och 1970–1985 som generaldirektör och chef.
Norrby spelade en central roll för utformningen och uppbyggnaden av ett internationellt sett unikt elenergisystem i Sverige. Han ledde fullbordandet av utbyggnaden av Lule älv så att älven kom att utgöra en av basresurserna i Sveriges system för elproduktion. Han var också en av dem som planerade satsningen på kärnkraft i en situation när Sverige stod inför valet att annars behöva komplettera elproduktionen med olja som bas. Han var  pådrivande i utbyggnaden av elkraftnätet och främjade samverkan med de nordiska  länderna inom ramen för Nordel. Norrby inriktade Statens vattenfallsverk mer på lönsamhet, varvid vinsten skulle kunderna till godo i form av låga elpriser. Därigenom bidrog han betydligt till svensk industris konkurrenskraft. Han såg också till att Vattenfall tillägnade sig en totalsyn på energin i samhällets tjänst och gav på många sätt impulser till den svenska energitekniska forskningen. Han insåg tidigt att förbränning av fossila bränslen skulle komma att bli ett stort miljöproblem. Om Norrbys tid på Statens vattenfallsverk har Nils Forsgren skrivit boken På Norrbys tid. Vattenfallhistoria med kraft, spänning och motstånd (Vattenfall, Vällingby 1993).
Norrby var också mycket intresserad av industri- och kulturhistoria och ägnade stor omsorg åt de historiska platser där Statens vattenfallsverk hade verksamhet: från Porjus i norr till Trollhättan och Ringhals i söder. Han ägnade sig under flera år åt upprustning och vård av Forsmarks bruk och miljöerna där. Han har skrivit en bok om när Forsmarks bruk brändes under rysshärjningarna 1719: När Forsmark brann (Forsmarks kraftgrupp, Stockholm 1984). Han har också skrivit boken Jennings (Statens vattenfallsverk, Vällingby 1991), som handlar om bruksägaren John Jennings.
I en nekrolog beskrivs Norrby: ”Han uppskattades av sina arbetskollegor som en kraftkarl i ordets bästa bemärkelse, en varm personlighet och en föredömlig ledare. En av hans många insatser som dynamisk chef för Vattenfall handlade om jämställdhet och åtgärder för att intressera fler kvinnor för teknik och teknisk utbildning.”
Han blev kommendör av första klassen av Nordstjärneorden 1973. Norrby invaldes 1974 som ledamot av Kungliga Ingenjörsvetenskapsakademien och 1975 som ledamot av Kungliga Krigsvetenskapsakademien. Han utsågs till teknologie hedersdoktor vid Chalmers tekniska högskola 1984 och mottog 1985 medaljen För medborgerlig förtjänst av tolfte storleken med motiveringen "för hans mångåriga och betydelsefulla insatser för svensk energiförsörjning".